# Teflon
Teflon er et varemærkenavn for polytetrafluorethylen (PTFE) som er et polymert PFAS-stof, der blev fremstillet første gang af Roy J. Plunkett (1910–1994) hos DuPont i 1938. Det blev opdaget mere eller mindre ved et tilfælde, men Roy J. Plunkett var ikke sen til at opdage dets muligheder. Teflon er nemlig ekstremt varmeafvisende og har en yderst glat overflade. Produktet blev først markedsført i 1946. Det er en termoplastisk fluoropolymer.
Med en friktionskoefficient på 0,05 – 0,1 er teflon det stof der har den næstlaveste kendte friktion.
Teflon er polytetrafluoroetylen (PTFE), et polymer af fluorineret ethylen.
Ved 260 grader begynder teflon at nedbrydes og ved 350 grader at afgive giftige affaldstoffer. Disse stoffer er dødelige for fugle og kan give influenzalignende symptomer i mennesker.

## Anvendelse
De fleste i dag kender nok teflon fra "fedtfri" stegepander, hvor det benyttes på grund af den glatte overflade. Netop denne egenskab gør også, at det benyttes til ting, hvor en lille gnidningsmodstand er nødvendig. Fx i gearkasser i biler og også til kageruller og lignende. Også inden for computerens verden er teflon begyndt at blive populært. Mange computerspillere verden over bruger nemlig teflon-tape under deres mus, da den da glider bedre på musemåtter. Deciderede webshops er dukket op blot for at sælge denne tape.
Teflon er uden tilsætningsstoffer en UV-bestandig plast. Herudover har Teflon yderst lave elektriske tab, hvilket gør, at stoffet anvendes som printplade til kredsløb ved frekvenser over ca. 1 GHz.

## Eksterne links og referencer
1. ↑  "Fluoropolymer Comparison – Typical Properties". Arkiveret fra originalen 23. december 2006. Hentet 5. oktober 2009.

- Pizzabakker og chipsposer kan give brystkræft. Videnskab.dk 2011